# Banco de la Nación Argentina
El Banco de la Nación Argentina (BNA), conocido comúnmente como Banco Nación, es un banco público fundado el 26 de octubre de 1891 por iniciativa del presidente Carlos Pellegrini mediante la Ley N.º 2841, comenzando a funcionar el 1 de diciembre de ese año en la sede central ubicada en la ciudad de Buenos Aires.
El banco fue creado debido a que el sistema financiero argentino se encontraba en estado crítico, y en ese momento era necesaria la promoción de la agricultura, la ganadería y diferentes actividades relacionadas con el modelo agroexportador que se había iniciado en la Argentina a finales del siglo XIX. El anterior Banco Nacional, que había sido fundado por iniciativa de Nicolás Avellaneda en 1872, había entrado en quiebra.
Actualmente, el Banco de la Nación Argentina es de capital totalmente estatal, dentro de la órbita del Ministerio de Economía de la República Argentina. Cuenta con más de 700 sucursales no solo dentro de la Argentina, sino también en Bolivia, Brasil, China, España, Estados Unidos, Paraguay y Uruguay, llegando a tener presencia en Chile, Francia, Japón, Reino Unido y Venezuela. Por decreto, el gobierno del presidente Javier Milei había transformado el ente autárquico en una sociedad anónima. Dicha sociedad anónima representa la participación accionaria del 99,9% en manos del Estado nacional y el 0,1% restante de la Fundación Banco de la Nación Argentina. Dicho decreto fue suspendido el 25 de febrero por el juez federal Alejo Ramos Padilla.

## Depósitos y préstamos
En marzo de 2019 el Banco contaba con depósitos (en miles de pesos) por $1.020.671.169(ARS), préstamos por $410.709.244 (ARS), activos por $1.264.980.306 (ARS) y un patrimonio neto de $119.118.328 (ARS).

## Sedes

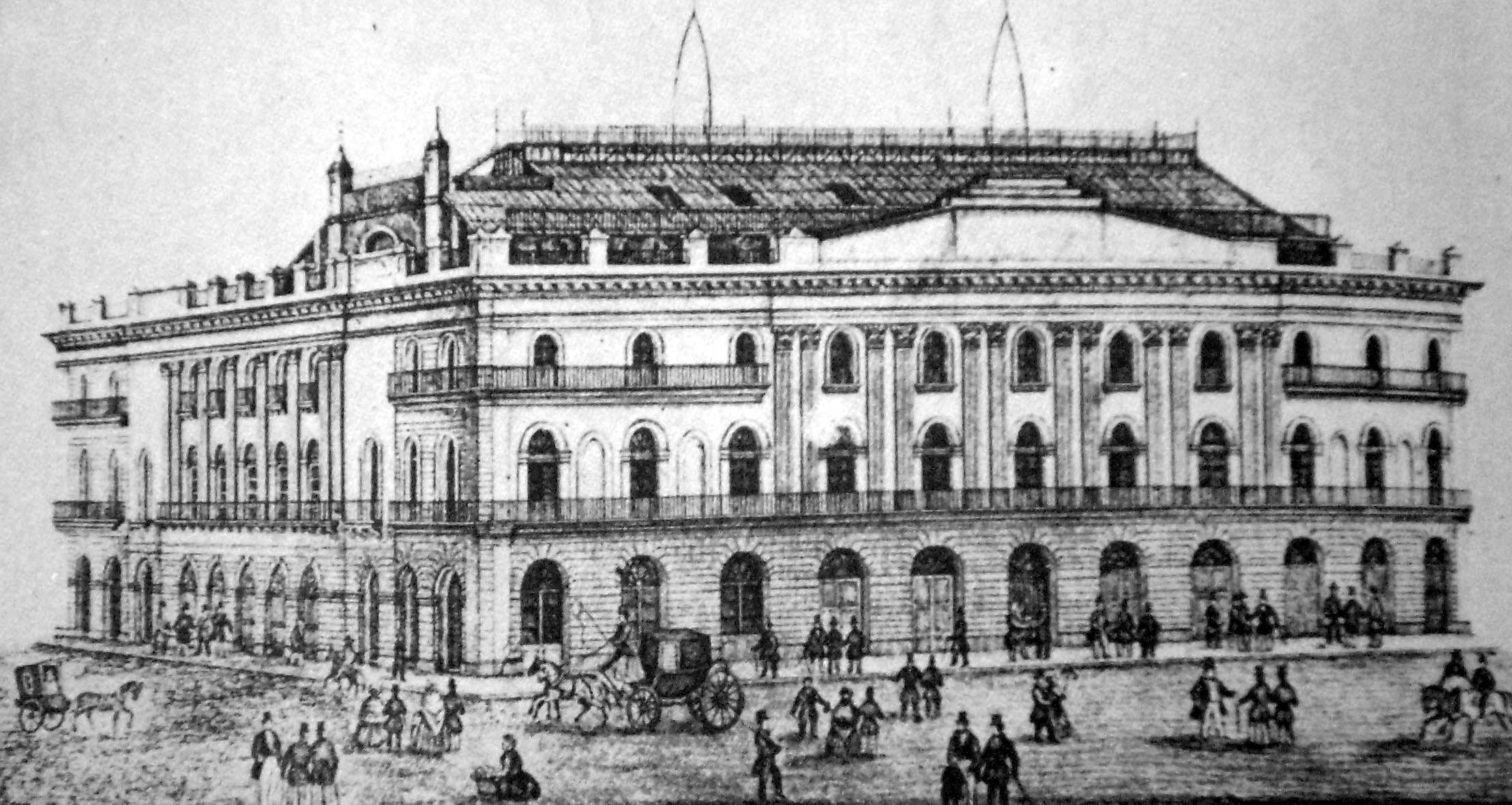
El primer Teatro Colón, luego sede del Banco Nación entre 1888 a 1940

El Banco Nación cuenta con una planta de 18.057 empleados en el ámbito nacional y 238 empleados en el exterior. 
A su vez, posee en la Argentina una imagen profundamente instalada, gracias a la existencia de un total de 739 sucursales, y 2793 cajeros automáticos en una gran cantidad de ciudades y pueblos de todo el país. De esta forma, incluso en pueblos relativamente pequeños, la Sucursal del Nación es uno de los edificios principales que suelen situarse cerca de la plaza central.
Desde 1888, la casa matriz del Banco Nacional se instaló en un gran edificio de media manzana de superficie, entre las calles Rivadavia, Reconquista, 25 de Mayo y Piedad (hoy Bartolomé Mitre). Esta construcción, remodelada, había sido antes la primera sede del Teatro Colón, proyectada por el ingeniero Charles Henri Pellegrini e inaugurada en 1857.
En 1910 el ingeniero arquitecto Adolfo Büttner modificó a este antiguo edificio, agregándole una mansarda y ornamentaciones. Ante el crecimiento de la entidad, se adquirió en 1918 el edificio vecino que alojaba a la Bolsa de Comercio, obra del arquitecto Juan Antonio Buschiazzo. La Bolsa inauguró su nueva sede, proyectada por Alejandro Christophersen, en la Avenida Alem.
De todas formas, con el paso de los años se hizo necesario proyectar un único edificio acorde a las dimensiones y requerimientos del poderoso e inmenso Banco Nación. Por lo que en 1936, la Dirección de la entidad resolvió llamar a concurso de proyectos para la sede definitiva, que ocuparía la manzana completa.
La propuesta ganadora fue la de Alejandro Bustillo, construida en dos etapas entre 1940 y 1955. Este edificio se ha transformado en uno de los más representativos de Buenos Aires, y por ejemplo, ha dado origen al actual logo de la institución, un pórtico de estilo griego con un frontis. [cita requerida]

### Sucursales
El Banco de la Nación Argentina posee una cantidad de sucursales en las ciudades del interior argentino que no es igualada por ninguna otra entidad financiera. El Banco mantiene 739  sucursales en territorio argentino y otras 10 en el exterior (Santa Cruz de la Sierra, Bolivia; São Paulo, Brasil; Madrid, España; Asunción, Concepción, Encarnación y Villarica, Paraguay; Miami y Nueva York, Estados Unidos y Montevideo, Uruguay), además de una oficina representativa en Pekín, China.
Especialmente en los casos de las sucursales de comienzos del siglo XX, el Banco se encargó de contratar a los arquitectos más prestigiosos de la época. Es así que Julio Dormal, Adolfo Büttner, Carlos Nordmann, Fernando Moog, Salvador Mirate, Arturo Prins, han proyectado sucursales en varios barrios de Buenos Aires y en capitales y pueblos de las distintas provincias. En la segunda mitad del siglo XX, han trabajado para el Banco Nación las más importantes firmas de la arquitectura argentina, como Miguel Ángel Roca, Mario Roberto Álvarez, SEPRA y Clorindo Testa.[cita requerida]
El 3 de febrero de 2015, el banco abrió su primera sucursal en Pekín, China. Se encuentra en la avenida Jianguomenwai, en el distrito Chaoyang, junto a la zona de las embajadas y el edificio del China Development Bank. El motivo fue el aumento de relaciones entre los gobiernos argentinos y chino, y el aumento de operaciones de empresarios argentinos en China. La sucursal fue inaugurada por el titular de la entidad bancaria, Juan Ignacio Forlón, junto con funcionarios argentinos y chinos.

## Presidentes
Desde la fundación del banco hasta la actualidad, un total de 66 personas ocuparon la presidencia del banco.

## Galería de imágenes

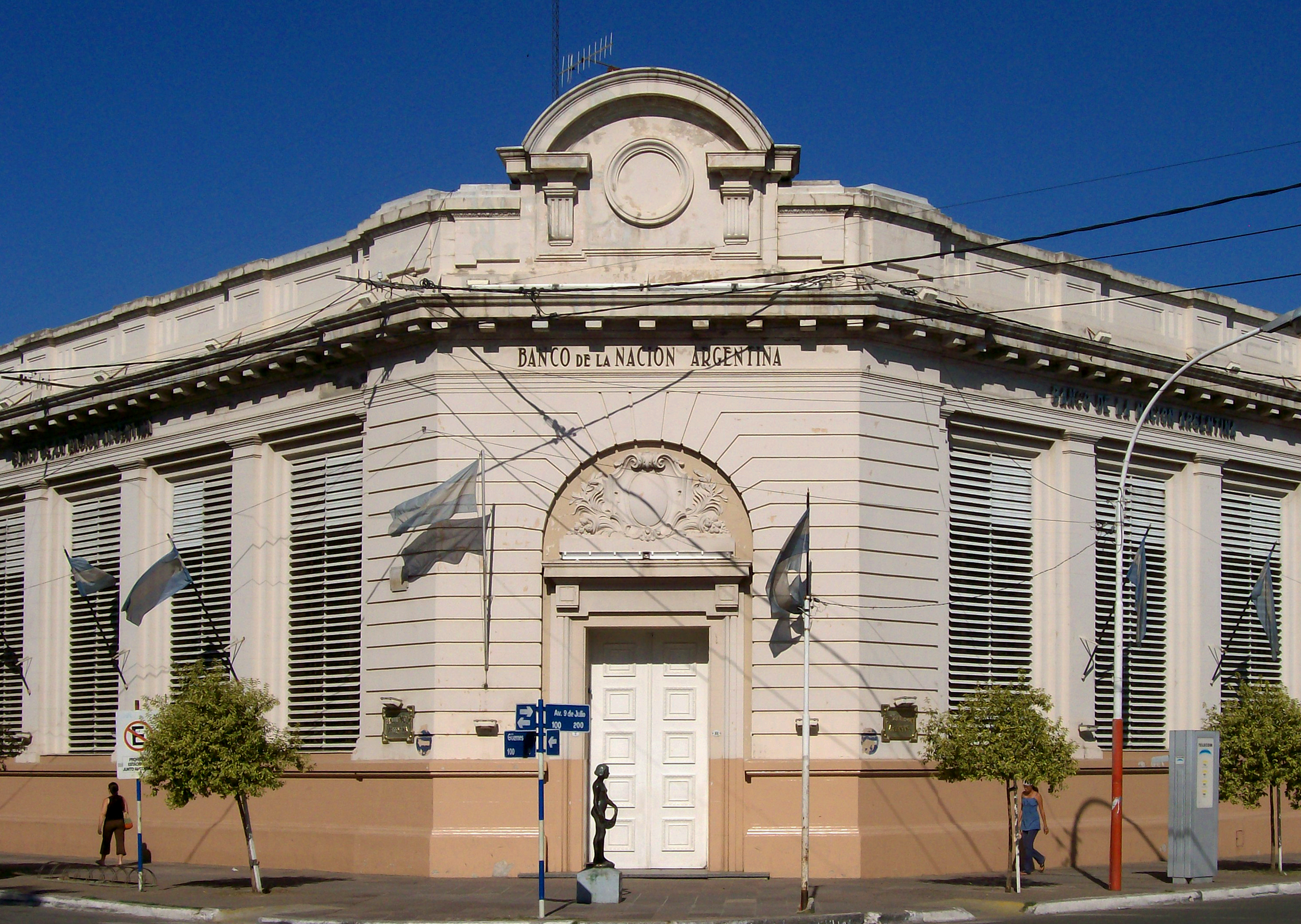
Sucursal en Resistencia (provincia del Chaco)
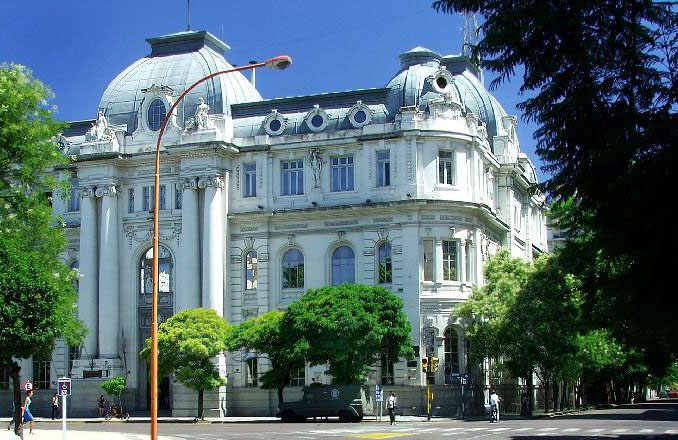
Sucursal en Bahía Blanca (provincia de Buenos Aires)
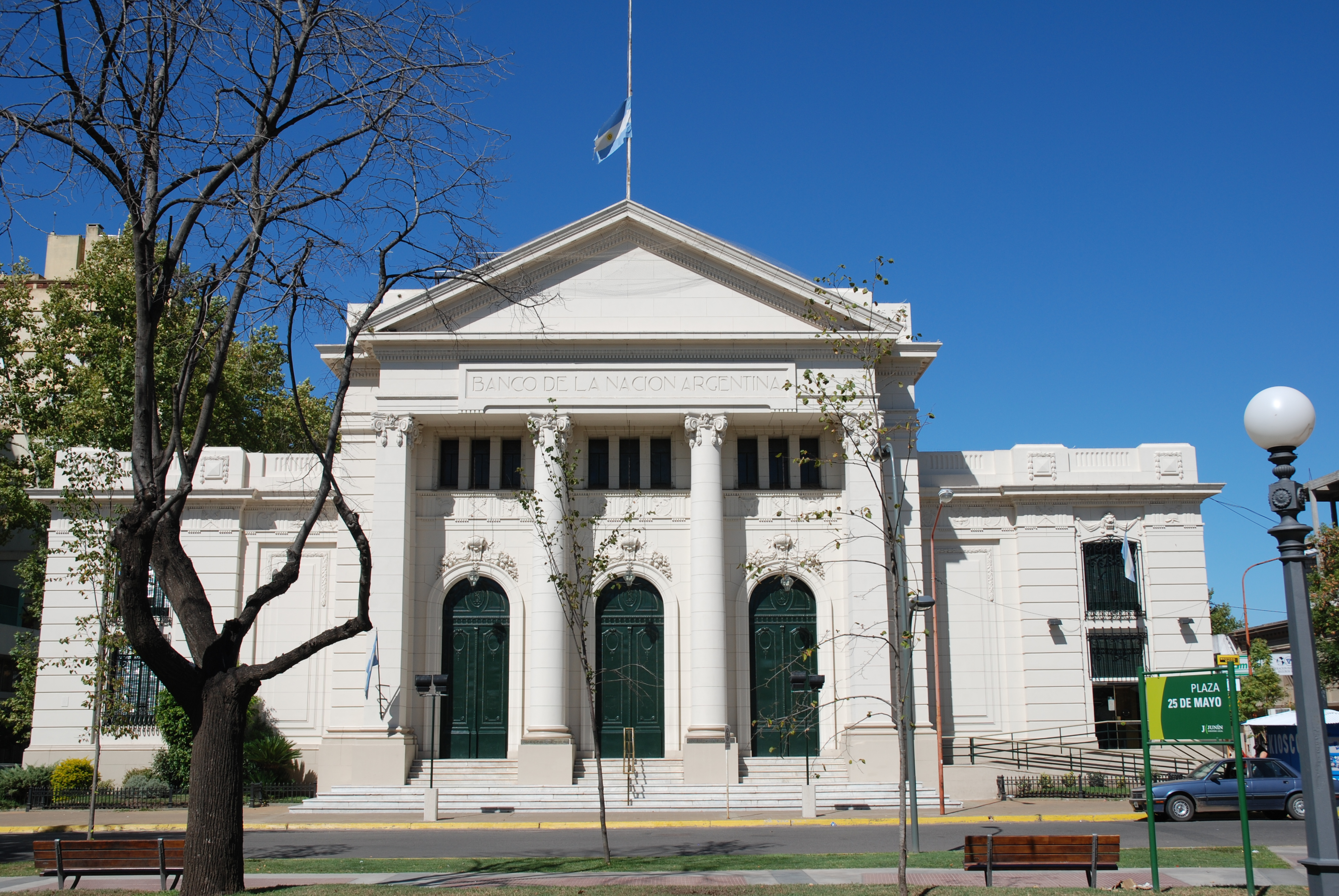
Sucursal en Junín (provincia de Buenos Aires)
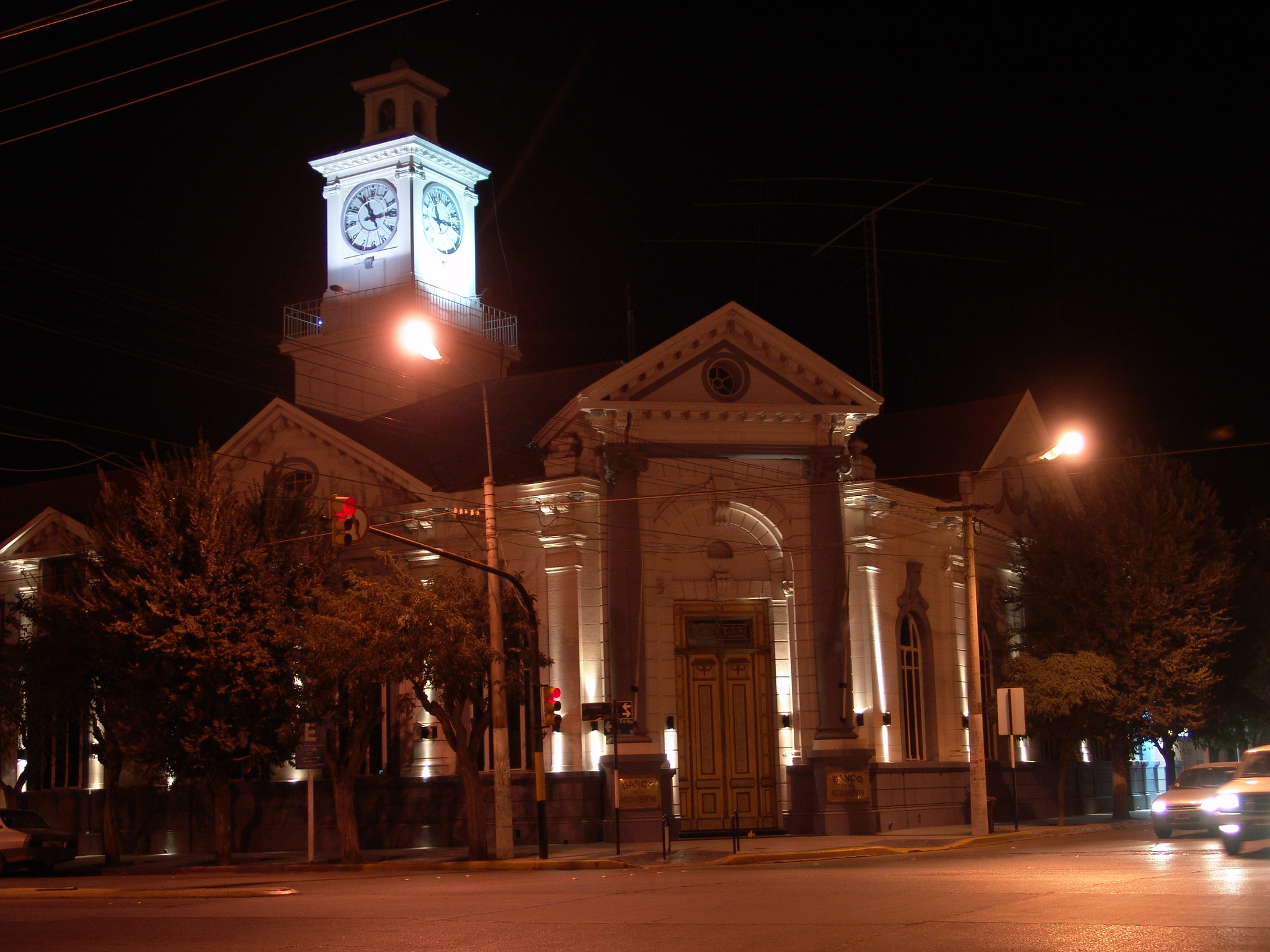
Sucursal en Trelew (provincia del Chubut)
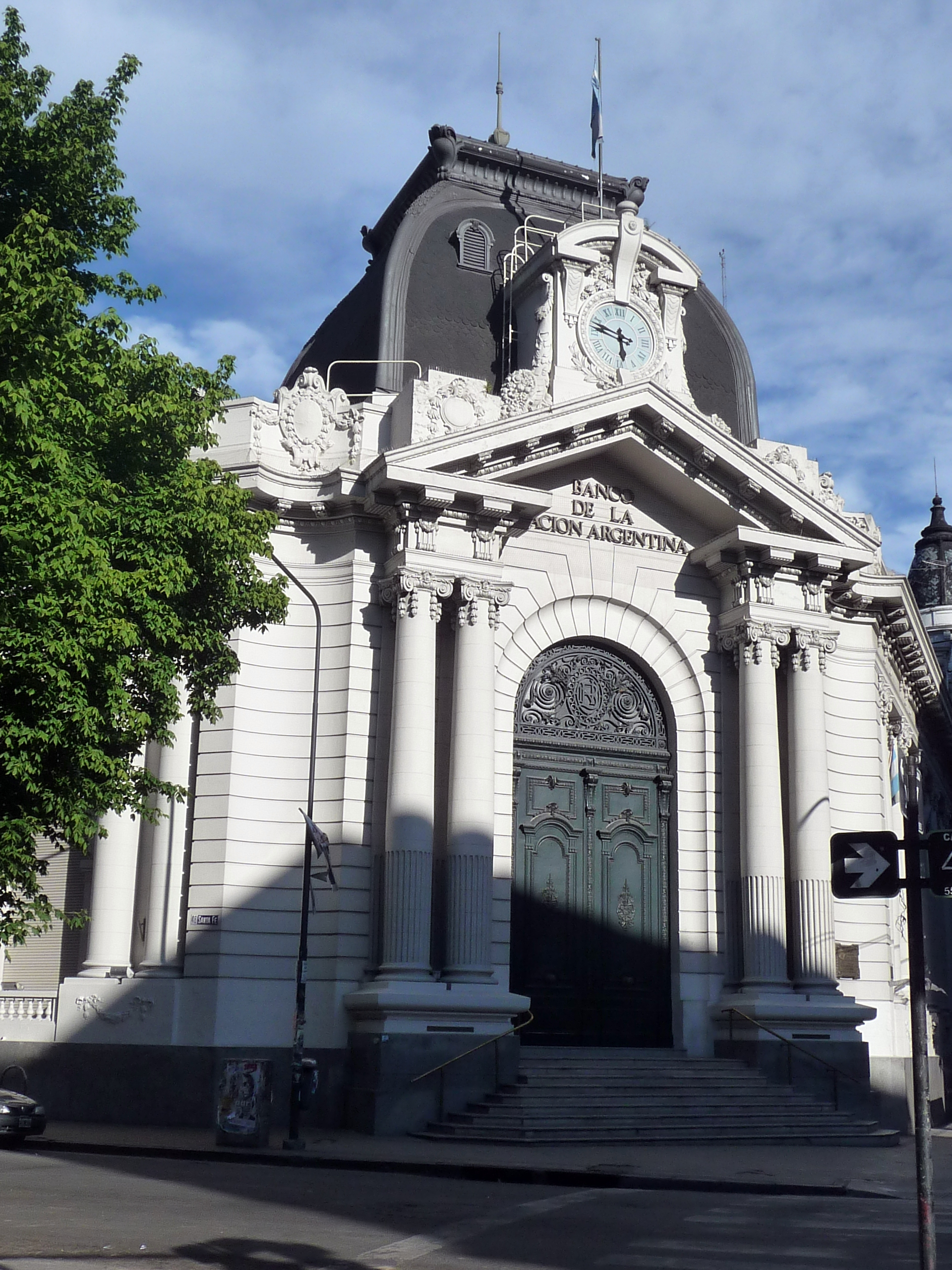
Sucursal en La Plata (provincia de Buenos Aires).
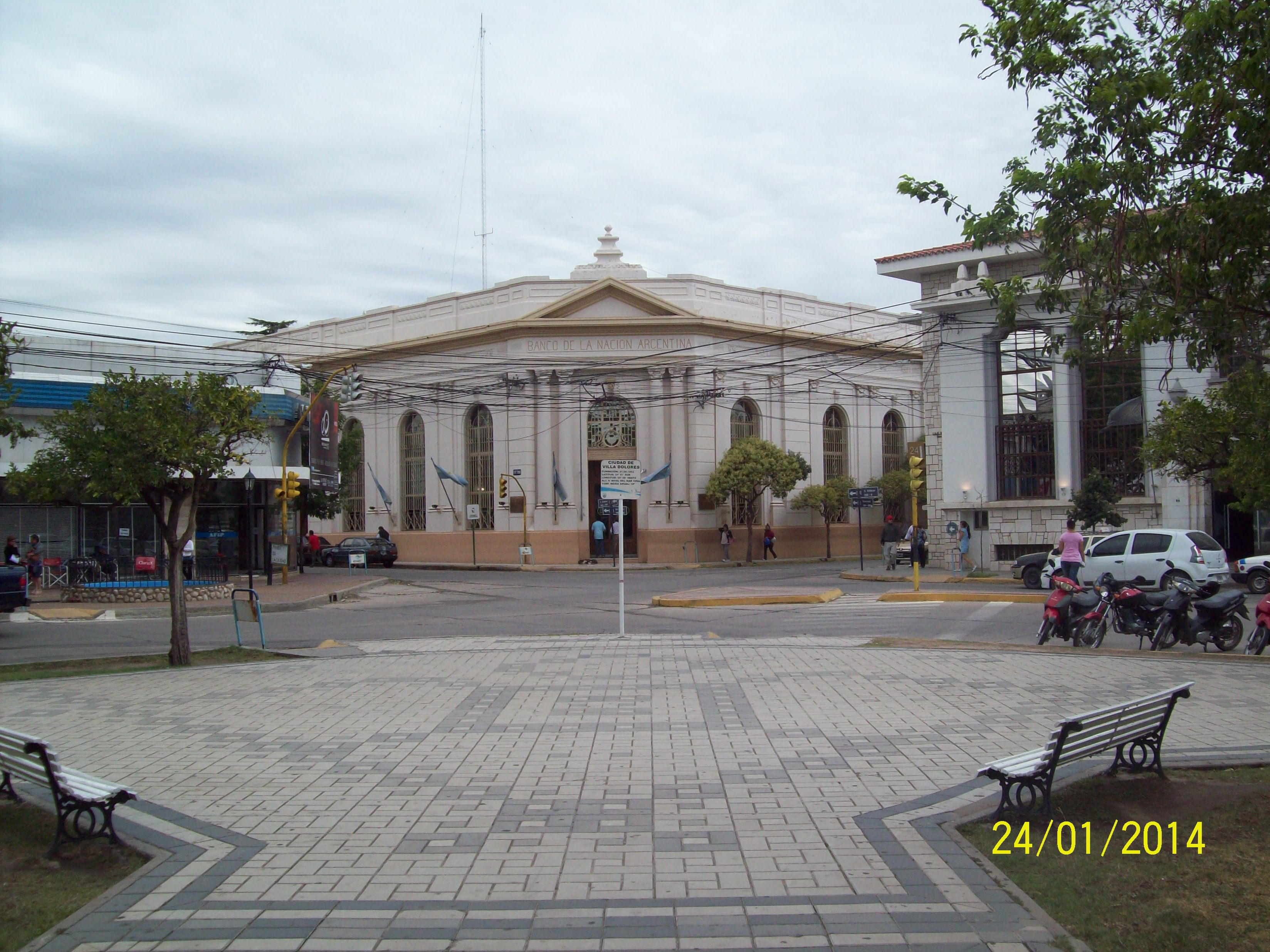
Sucursal en Villa Dolores (provincia de Córdoba).
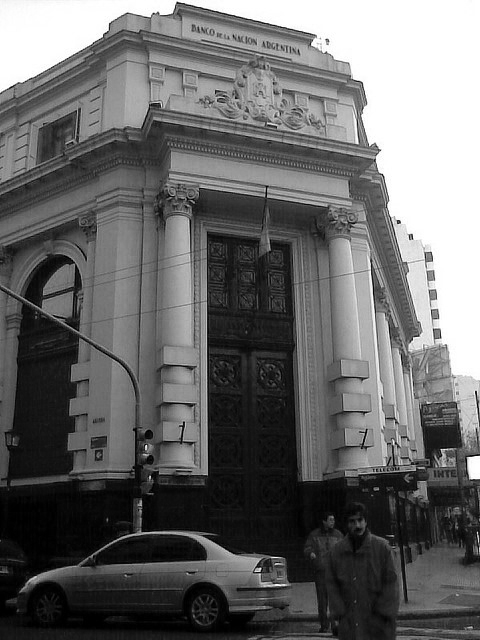
Sucursal en la esquina de avenida Corrientes y calle Agüero, en el barrio de Balvanera (ciudad de Buenos Aires).